# Les Velluire-sur-Vendée
Les Velluire-sur-Vendée – gmina we Francji, w regionie Kraj Loary, w departamencie Wandea. W 2016 roku liczba ludności wynosiła 1392 mieszkańców. 
Gmina została utworzona 1 stycznia 2019 roku z połączenia dwóch ówczesnych gmin: Le Poiré-sur-Velluire oraz Velluire. Siedzibą gminy została miejscowość Le Poiré-sur-Velluire. 